# بوبي جاكسون (لاعب كرة قدم أمريكية أمريكي)
بوبي جاكسون (بالإنجليزية: Bobby Jackson)‏ هو لاعب كرة قدم أمريكية أمريكي، ولد في 23 ديسمبر 1956 في ألباني في الولايات المتحدة.

## وصلات خارجية
- بوبي جاكسون على موقع مرجع كرة القدم المحترفة.كوم (الإنجليزية)